# Convention de Tophane
La convention de Tophane (en bulgare Топханенски акт, translittération internationale Tophanenski akt) a été signée le 24 mars 1886 (5 avril dans le calendrier grégorien) entre la principauté de Bulgarie et l’Empire ottoman, dans le cadre d’une conférence d’ambassadeurs réunie à Constantinople (aujourd’hui Istanbul). Tophane est le nom d’un quartier d’Istanbul, aujourd’hui intégré au district de Beyoğlu, où se réunit la conférence. La convention accorda une reconnaissance internationale à la réunion de la principauté de Bulgarie et de la Roumélie orientale (entité autonome nominalement placée sous l’autorité du sultan) intervenue après le coup d’État du 6 septembre 1885.

## Description
La convention fut signée par les représentants des grandes puissances, par le grand vizir ottoman Kıbrıslı Mehmed Kamil Pacha et par le ministre bulgare des Affaires étrangères Ilija Zanov au palais de Topkapı. 
Selon les termes de la convention, le prince de Bulgarie (à l’époque Alexandre de Battenberg) se voyait transférer la souveraineté sur la Roumélie orientale. En contrepartie, l’Empire ottoman recevait des parties du territoire de l’ancienne Roumélie orientale situées dans les Rhodopes : Kărdžali et sa région, ainsi que 21 villages de la vallée de la Văča (en bulgare Въча), un affluent de la Marica. Ces villages, à population majoritairement pomaque, avaient constitué entre 1879 et 1886 une entité autonome détachée de la Roumélie orientale, la République de Tămrăš (surface totale : 1 640 km2). Ces villages sont aujourd’hui situés dans les obštini de Devin et de Borino. Le territoire comprenait en outre le village de Mugla, aujourd’hui intégré à l’obština de Smoljan. Tous ces villages font aujourd’hui partie de l’oblast de Smoljan.
La Bulgarie bénéficia ainsi d’une extension territoriale importante, qui porta sa surface totale à 94 345 km2.

## Sources
- (de) Cet article est partiellement ou en totalité issu de l’article de Wikipédia en allemand intitulé « Tophane-Vertrag » (voir la liste des auteurs).